# Chicheboville
Chicheboville é uma ex-comuna francesa na região administrativa da Normandia, no departamento de Calvados. Estendeu-se por uma área de 7,59 km². Em 2010 a comuna tinha 512 habitantes (densidade: 67,5 hab./km²).
Em 1 de janeiro de 2017 foi fundida com a comuna de Moult para a criação da nova comuna de Moult-Chicheboville.